# Miriam Czock
Miriam Czock (* 23. September 1976 in Schwelm; † 6. März 2020 in Essen) war eine deutsche Mittelalterhistorikerin.

## Leben
Miriam Czock studierte von 1996 bis 2003 Philosophie, Geschichte, Germanistik und Anglistik an der Ruhr-Universität Bochum und  am Trinity College Dublin. Nach ihrem Magisterabschluss im Jahr 2003 war sie als Dozentin an der FernUniversität in Hagen, der Ruhr-Universität Bochum, der TU Dortmund und der Heinrich-Heine-Universität Düsseldorf. 2009 promovierte sie an der Ruhr-Universität in Bochum mit einer Dissertation zum Thema Domus dei domus orationis debet esse, non spelunca latronum. Die Kirche als heiliger Raum im Frühmittelalter, die 2012 unter dem Titel Gottes Haus. Untersuchungen zur Kirche als heiliger Raum von der Spätantike bis ins Frühmittelalter veröffentlicht wurde.
Von 2009 bis 2010 war sie wissenschaftliche Mitarbeiterin bei Stefan Esders am Friedrich-Meinecke-Institut der Freien Universität Berlin. Von 2010 bis 2011 war sie Stipendiatin des von der DFG geförderten Projekts Raum und Politik. Wahrnehmung und Praxis im Frankenreich und in seinen Nachfolgereichen vom 9. bis zum 11. Jahrhundert unter der Leitung von Geneviève Bührer-Thierry und Steffen Patzold (Universität Tübingen). 2011 übernahm sie eine Stelle als Akademische Rätin an der Universität Duisburg-Essen bei Amalie Fößel. Von 2012 bis 2017 leitete sie mit Anja Rathmann-Lutz das DFG-Förderprojekt ZeitenWelten. Zur Verschränkung von Weltdeutung und Zeitwahrnehmung im frühen und hohen Mittelalter. Von Oktober 2018 bis September 2019 war sie Visiting Fellow am Internationalen Kolleg für Geisteswissenschaftliche Forschung.
Czock starb am 6. März 2020.

## Forschungsschwerpunkte
Zu ihren Forschungsinteressen und Schwerpunkten gehörten das weltliche und das kirchliche Recht und die Rechtspraktiken des Frühmittelalters, Heiligkeitsvorstellungen, die Funktionsweise frühmittelalterlicher lokaler Gesellschaften, vormoderne Raum- und Zeitwahrnehmung. Hierbei interessierte sie sich insbesondere für die Entstehung eines christlichen Gesellschaftskonzepts, das auf intellektuellen Modellen von Raum und Zeit im früh- und hochmittelalterlichen Europa beruht.

## Schriften
- Gottes Haus. Untersuchungen zur Kirche als heiligem Raum von der Spätantike bis ins Frühmittelalter. de Gruyter, Berlin 2012, ISBN 978-3-11-029443-9.
- mit Anja Rathmann-Lutz (Hrsg.): ZeitenWelten. Zur Verschränkung von Weltdeutung und Zeitwahrnehmung, 750–1350. Böhlau Verlag, Köln u. a. 2016, ISBN 978-3-41250665-0.
- mit Bernhard Zeller, Charles West, Francesca Tinti, Marco Stoffella, Nicolas Schroeder, Carine van Rhijn, Steffen Patzold, Thomas Kohl, Wendy Davies: Neighbours and Strangers. Local Societies in Early Medieval Europe (= Manchester medieval studies). Manchester University Press, Manchester 2020.
- mit Andreas Bihrer, Uta Kleine: Der Wert des Heiligen. Spirituelle, materielle und ökonomische Verflechtungen. Franz Steiner Verlag, Stuttgart 2020.